# Pente 600

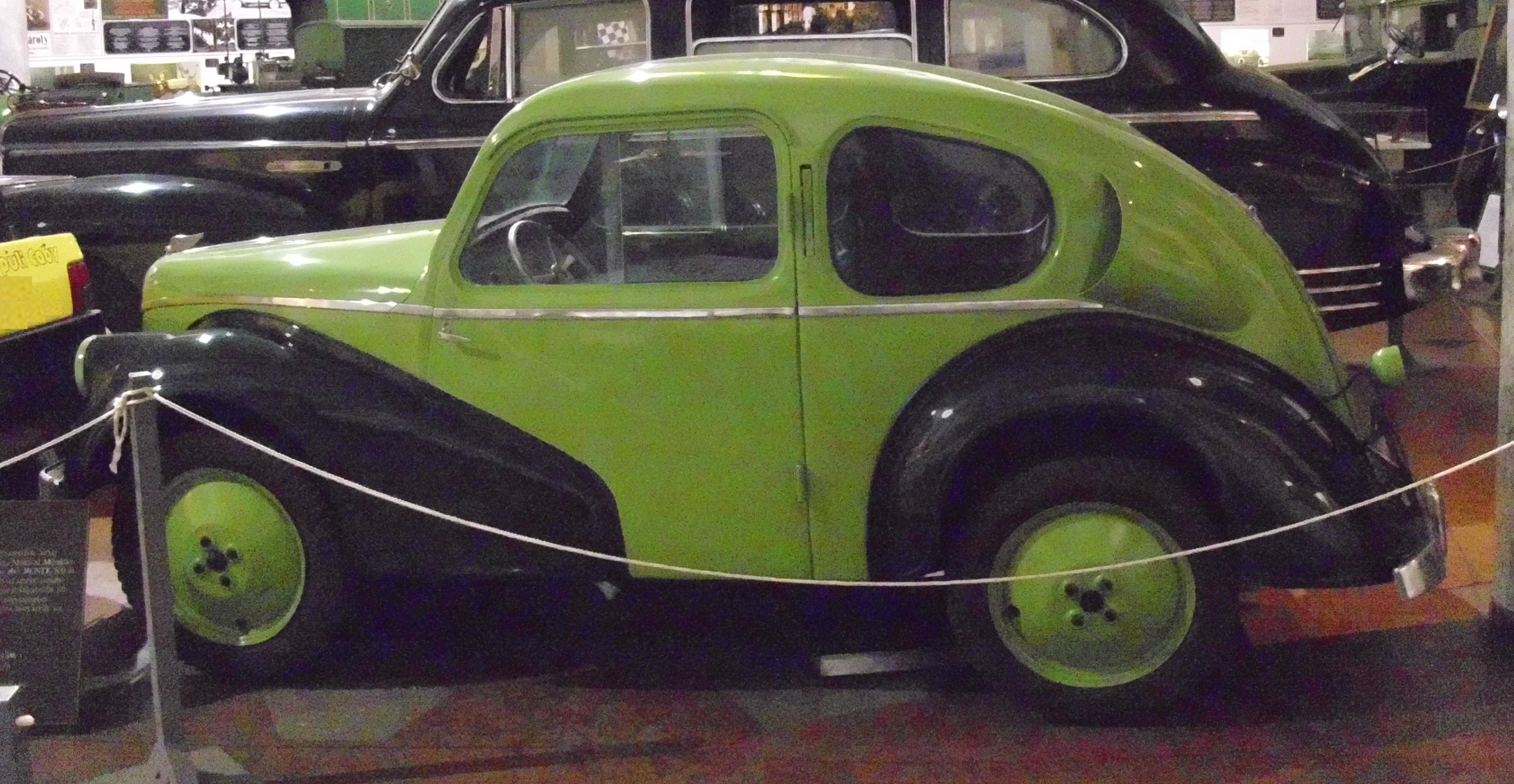
Pente 600

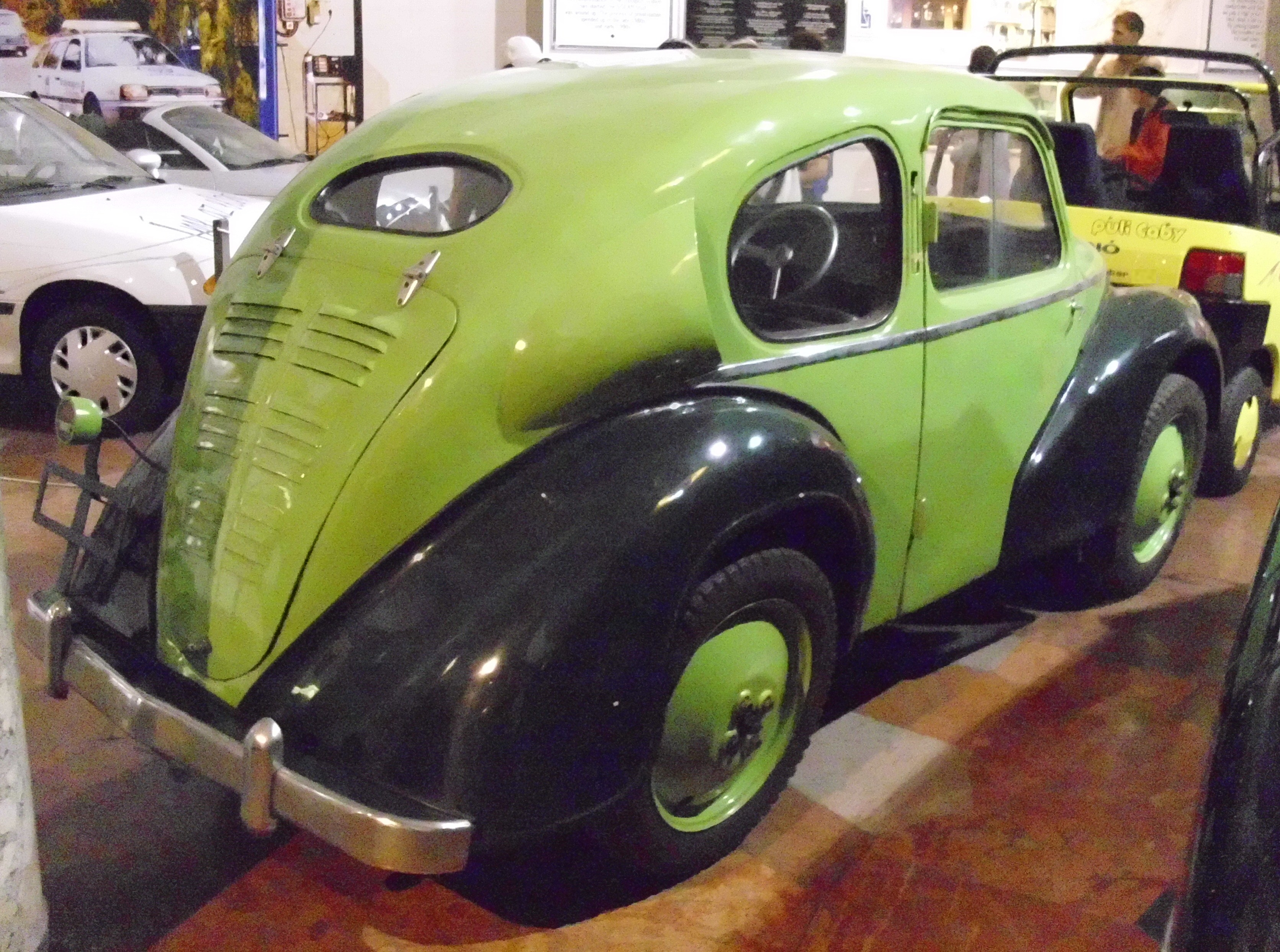
Pente 600

Der Pente 600 ist ein ungarischer Pkw-Prototyp der 1940er Jahre. 

## Vorgeschichte
János Pentelényi (1911–1997) arbeitete für die Manfréd Weiss Stahl- und Metallwerke AG Csepel in Budapest. 1946 entwickelte er mit dem Pente 500 seinen ersten Kleinwagen. Besonderheit war die teilweise selbsttragende Karosserie. Die geschlossene Karosserie bot Platz für vier Personen. Der Radstand betrug 200 cm, die Fahrzeuglänge 300 cm und die Fahrzeughöhe 130 cm. Davon abweichend sind in einer anderen Quelle 340 cm Länge und 135 cm Höhe angegeben. Die Spurweite betrug 110 cm. Der Wagen wog je nach Quelle 405 kg, 479 kg oder 560 kg. 16-Zoll-Räder sorgten für eine große Bodenfreiheit.
Der selbst entwickelte Zweizylinder-Zweitaktmotor hatte 500 cm³ Hubraum und leistete zunächst 
10 PS. Damit waren 60 km/h Höchstgeschwindigkeit möglich. Während der Testphase wurde die Motorleistung auf 13,8 PS erhöht. Außerdem wurde testweise der nachfolgend beschriebene Motor des Pente 600 mit 600 cm³ Hubraum eingebaut. Der Motor war im Heck stehend montiert und trieb die Hinterachse an.

## Pente 600
1947 begannen die Arbeiten am zweiten Fahrzeug, die 1948 abgeschlossen waren.
Die Karosserie wurde überarbeitet. Die Scheinwerfer waren nun teilweise in die vorderen Kotflügel integriert. Namensgebend war der größere Motor mit 600 cm³ Hubraum und 18 PS Leistung. Damit konnten 90 km/h erreicht werden.
Der Radstand wurde gegenüber dem ersten Prototyp verlängert. Daher war das Fahrzeug 350 cm lang. Das sorgte für mehr Platz im Innenraum und eine bessere Sitzposition für den Fahrer mit etwas mehr Abstand zur Windschutzscheibe.
1948 wurde das Projekt aufgegeben, nachdem das Unternehmen in einen Staatsbetrieb umgewandelt worden war. Pentelényi benutzte den Wagen bis 1954. Danach kam das Fahrzeug in den Besitz des Közlekedési Múzeum.